# Stephen Glass
Stephen Glass, født 15. september 1972 i Highland Park, Illinois, USA, er en amerikansk advokat, forfatter og tidligere journalist ved magasinet The New Republic, hvorfra han blev fyret, da det blev afsløret, at han havde baseret flere af sine artikler på opdigtede citater, falske kilder og fiktive hændelser. Historien om Stephen Glass og hans personlige deroute dannede senere grundlag for filmen Shattered Glass fra 2003.

## Historien
Stephen Glass havde studeret jura ved University of Pennsylvania, hvor han var redaktør og senere fra 1993 ansvarshavende redaktør for universitetets studenteravis The Daily Pennsylvanian. Han vakte opsigt med en række afslørende artikler, der handlede om United Way of America, der er en sammenslutning af velgørenhedsorganisationer i USA, samt en new journalism artikel han skrev om en nat, han havde tilbragt med en hjemløs narkoman nær Penn's campus, området ved University of Pennsylvania.
Stephen Glass afbrød i 1994 studierne ved University of Pennsylvania for at skrive for The New Republic, hvor han allerede som 23 årig opnåede national anerkendelse i USA som politisk journalist. En anerkendelse, han dog skulle miste igen.
Stephen Glass blev fyret fra The New Republic i maj 1998, efter at det blev afsløret, at han havde begået flere tilfælde af journalistisk bedrageri. Senere færdiggjorde han sine jurastudier ved Georgetown University Law Center.

## Bedraget
Historien, der udløste fyringen, var "Hack Heaven", der handlede om en 15 årig hacker, som angiveligt blev ansat som it-sikkerhedskonsulent i et større amerikansk firma, Jukt Micronics, efter at have hacket sig ind i deres computersystemer, afsløret deres svagheder, og afpresset ledelsen.
Artiklen havde følgende åbning:
Ian Restil, a 15-year-old computer hacker who looks like an even more adolescent version of Bill Gates, is throwing a tantrum. "I want more money. I want a Miata. I want a trip to Disney World. I want X-Men comic [book] number one. I want a lifetime subscription to Playboy, and throw in Penthouse. Show me the money! Show me the money!"...
Across the table, executives from a California software firm called Jukt Micronics are listening – and trying ever so delicately to oblige. "Excuse me, sir," one of the suits says, tentatively, to the pimply teenager. "Excuse me. Pardon me for interrupting you, sir. We can arrange more money for you ..."
Kort efter offentliggørelsen af "Hack Heaven", kunne journalisten Adam Penenberg ved Forbes Magazines online udgave, Forbes.com dokumentere, at historien var fri fantasi, og at firmaet Jukt Micronics slet ikke eksisterede. En intern undersøgelse hos The New Republic afslørede, at Stephen Glass havde fabrikeret en falsk hjemmeside og telefonsvarer, der skulle snyde The New Republics fact checkers, altså de medarbejdere, hvis opgave det var at kontrollere dokumentationen og kilderne i alle magasinets artikler inden offentliggørelsen af dem.
The New Republic kunne efter den interne undersøgelse konstatere, at 27 ud af de 41 artikler som Stephen Glass havde skrevet for magasinet, var opdigtede. Tre andre magasiner som Stephen Glass på freelancebasis havde leveret artikler til, Rolling Stone, George og Harper's Magazine, iværksatte også interne undersøgelser. Rolling Stone og Harper's fandt ikke noget, der kunne tyde på opdigtede historier, men de kunne ikke få efterprøvet anonyme kildeangivelser. Magasinet George opdagede at Stephen Glass havde fabrikeret citater i forbindelse med en artikel om Vernon Jordan, en af Bill Clintons rådgivere.
Forbes.com høstede stor anerkendelse for afsløringen af Stephen Glass, og var medvirkende til, at internetjournalistikken i højere grad blev taget alvorligt som et seriøst alternativ til den trykte presse.

## Efterspillet
Efter at være blevet fyret fra The New Republic, færdiggjorde Stephen Glass sine jurastudier i 2000 ved Georgetown University Law Center. I 2003 var han gæst hos det amerikanske nyhedsmagasin hos CBS, 60 Minutes, hvor han promoverede sin nyskrevne selvbiografiske roman "The Fabulist".
Stephen Glass løftede lidt af sløret for motivet til sine bedragerier med udtalelsen: "I wanted them to think I was a good journalist, a good person. I wanted them to love the story so they would love me"
I 2004 trak han sin ansøgning om om tilladelse til at praktisere som advokat i New York efter han fik nys om den ikke ville bilve tildelt. I 2009 blev han nægtet at praktisere som advokat i Californien. Glass ankede og sagen blev endelig afgjort med stadfæstelse i Californiens Højesteret i 2014.
I 2003 udkom filmen Shattered Glass, der handler om Stephen Glass' storhed og fald. Filmen beskriver samtidigt den hektiske verden inden for den politiske journalistik og det daglige arbejde hos et politisk magasin. I filmen portrætteres Stephen Glass af skuespilleren Hayden Christensen.

## Baggrundsviden
- The New Republic er et politisk moderat liberalistisk magasin, der ukommer to gange om måneden i USA og har mellem 40.000 og 65.000 læsere. Ansvarshavende redaktør er Martin Peretz. Redaktør er Franklin Foer.

- The Daily Pennsylvanian er en uafhængig studenteravis ved University of Pennsylvania. Det udkommer fem gange om ugen, og har en medarbejderstab der udgøres af mere end 250 studerende. Man udgiver også et ugentligt underholdningsmagsin ved navn 34th Street Magazine.

- New Journalism er et begreb skabt i 1973 af forfatteren Tom Wolfe i en serie artikler, der foruden ham selv blev skrevet af bl.a. Truman Capote, Hunter Stockton Thompson, Norman Mailer og Robert Christgau. New Journalism bygger på fire grundpiller:

1. historien skal bygges op omkring scenarier frem for resuméer
2. dialogen skal være fuldstændig frem for bygget op om citater
3. fortællingen skal komme fra personernes synsvinkel
4. der være beskrivelser af detaljer, der fortæller om personernes liv og miljø.

- Forbes magazine er flagskibet hos det amerikanske forlags- og medieselskab Forbes, og henvender sig hovedsageligt til forretningsverdenen, med artikler om den merkantile og finansielle sektor.

- Rolling Stone udkommer to gange om måneden, og koncentrerer sig om musik, politik og popkulturen. Det blev grundlagt i 1966 af Jann Wenner, der stadig er redaktør og udgiver, og musikkritikeren Ralph J. Gleason.

- George var et lige dele politisk magasin som et livsstilsmagsin der udkom mellem 1995 og 2001. Det blev grundlagt af John F. Kennedy Jr. og Michael J. Berman. Magasinets debut vakte en del opsigt, idet det havde modellen Cindy Crawford på forsiden – klædt på, eller klædt af om man vil, som George Washington.

- Harper's Magazine er et amerikansk månedsmagasin, der dækker litteratur, politik, kultur, økonomi og kunst fra et mere progressivt og lettere venstreorienteret synspunkt. Det er efter Scientific American det ældste magasin i USA, og har godt 220.000 læsere.

## Stephen Glass' artikler online
Her følger et udvalg af de artikler, Stephen Glass menes at have forfalsket til The New Republic:
- "Mrs. Colehill Thanks God For Private Social Security", publiceret juni 1997 i Policy Review Magazine
- "Probable Claus" Arkiveret 3. juli 2006 hos  Wayback Machine, publiceret d. 6. og d. 13. januar 1997
- "Don't You D.A.R.E.", publiceret d. 3. marts 1997
- "Writing on the Wall", publiceret d. 24. marts 1997
- "The Young and the Feckless", publiceret d. 15. september 1997
- "Washington Scene: Hack Heaven", publiceret d. 18. maj 1998